# Anilios aspinus
Espèce
Synonymes
- Ramphotyphlops aspina Couper, Covacevich & Wilson, 1998
- Austrotyphlops aspina (Couper, Covacevich & Wilson, 1998)

Anilios aspinus est une espèce de serpents de la famille des Typhlopidae. 

## Répartition
Cette espèce est endémique du Queensland en Australie. Elle se rencontre vers Barcaldine.

## Publication originale
- Couper, Covacevich & Wilson, 1998 : Two new species of Ramphotyphlops (Squamata: Typhlopidae) from Queensland. Memoirs of the Queensland Museum, vol. 42, p. 459-464.